# Хіраньягарбха

Велика структура Всесвіту

' 'Хіраньягарбха (деванагарі: हिरण्यगर्भः; буквально «золоте черево» або «золоте яйце», поетично  "універсальний зародок" є джерелом створення Всесвіту або проявленоїго космосу в індійській філософії, Він згадується в одному гімні Рігведи (RV 10 0,121), відомий як' Хіраньягарбха сукта', припускаючи, єдине божество творець (вірш 8:  років deveṣv АДХІ Діва Ека АСИТ IAST, Гріффітсом: "Він Бог богів і ніхто поруч з ним."), в гімні ідентифікований як Праджапаті. Концепція золотої утроби знову згадана в "Вішвакарма сукті" (Rg 10-82).
Упанішади називають це душа всесвіту або Брахман, і уточнює, що Хіраньягарбха плаває  в порожнечі і мороку небуття близько року, а потім розпадається в дві половинки, -  Сварга і Прітхві.
У класичній пуранічному індуїзмі, Хіраньягарбха це ім'я Брахми,  тому що він народився із золотого яйця (Ману смрити 1.9), в той час як Махабхарата називає його Маніфест 
Пост-класичні традиції йоги вважають Хіраньягарбха  творцем йоги.

## Творення
Матсья Пурана (2.25-30) розповідає про перше створення. Після  махапралайі, великого руйнування всесвіту, тьма була скрізь. Все було в стані сну. Там не було нічого, або рухомими або статичними. Тоді Сваямбху, самопроявлена істота виникла, яка є формою за межами почуттів. Він створив перші початкові води і встановив насіння творення в ній. Насіння, перетворилось на золоту утробу, Хіраньягарбха. Тоді Сваямбху вступив в яйце.
Нараяна сукта каже, що все, що є, видимі або невидимі, все це пронизане Нараяною всередині і зовні.
Ішавасья Упанішада говорить, що Всесвіт пронизаний Ішварою (Бог), який є одночасно всередині і зовні. Він рухомий і нерухомий, він далеко і близько, Він перебуває усередині всіх цих і зовні всіх цих.
Веданта Сутра далі говорить, що Брахман є те, з чого  Всесвіт виникає, в якому він перебуває і до нього, врешті-решт, він повертається.
Санкхья школа вважає, що є тільки два основні засади, Пуруша і Пракріті, а також створення є тільки проявом або еволюції складових Пракріті у зв'язку з дією пуруша За Свідомості.
Махабхарата стверджує, що Нараяна один був на початку благочестивим принципом творення, збереження і розчинення (також відомий як  Трійця Брахми, Вішну і Шиви) - Верховний Харі, багато-головий, -окий, -ногий, сторукий. Він - Верховне сім'я всього творіння, тонше найтоншого, більше, ніж найбільший,  і більш прекрасний, ніж навіть найкращі з усіх речей, більш потужний, ніж навіть вітер і всі боги, більш блискучий ніж Сонце і Місяць, і більше внутрішніх, ніж навіть розум та інтелект. Він є Творець, Отець Всевишній.
Ману смріті говорить: На початку, все це існування було одним недиференційованим, непроявлене, невизначене, безперечні і невідомі в усіх відношеннях. З цієї умови виник Всесвіт "імені і форми" (санскрит: намарупа), за посередництвом самосущого Творця, Сваямбху.

## Хіраньягарбха сукта
Хіраньягарбха сукта із Рігведи заявляє, що Бог явив Себе на початку, як Творця Всесвіту, що охоплює всі речі, в тому числі всі, що в собі, колективні сукупності, так би мовити, з усього творіння, оживляють його як Вищий Розум.